# LORTA

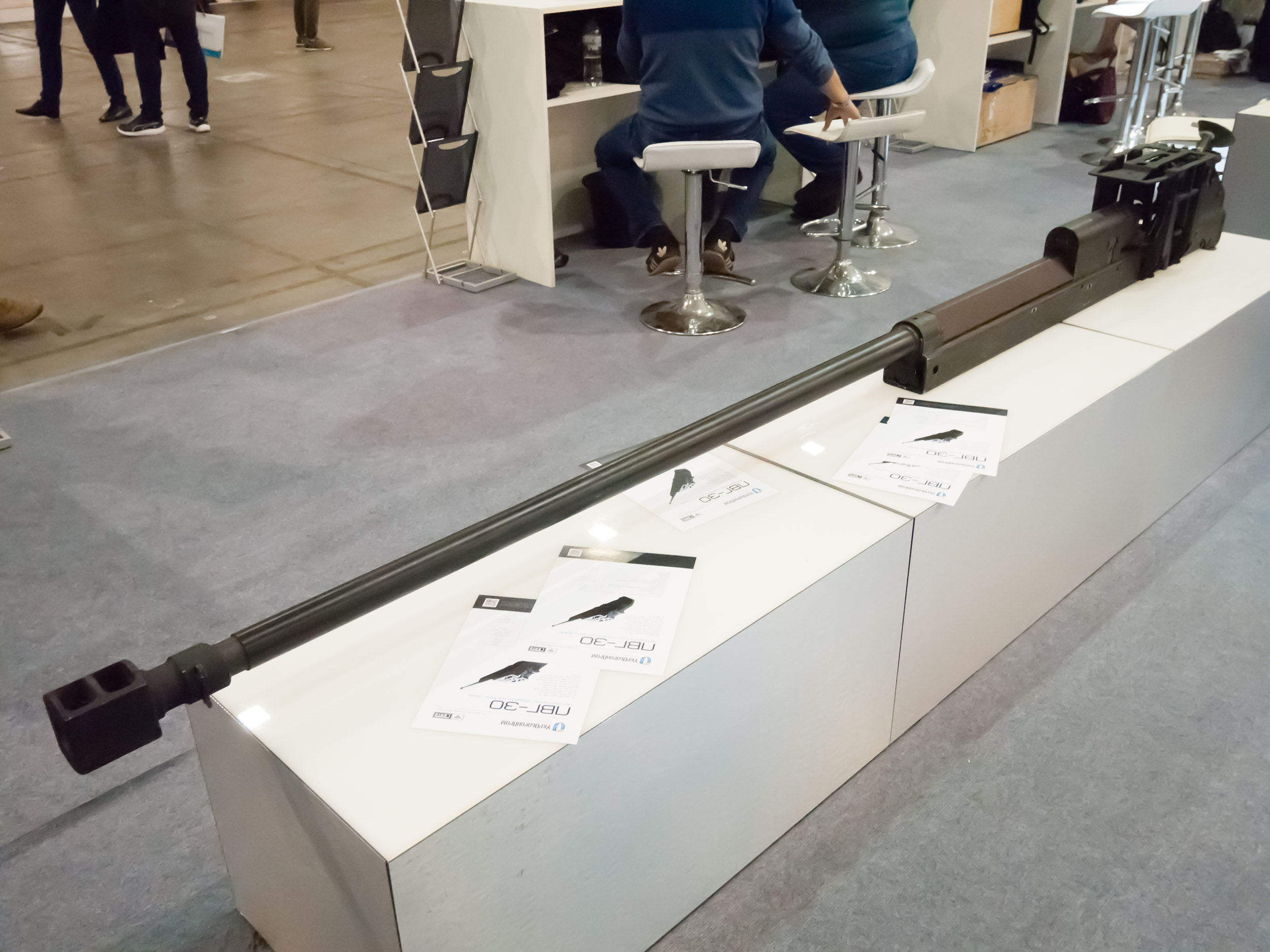
Az LVG–30 gépágyú Kijevben 2018-ban a Zbroja ta Bezpeka kiállításon

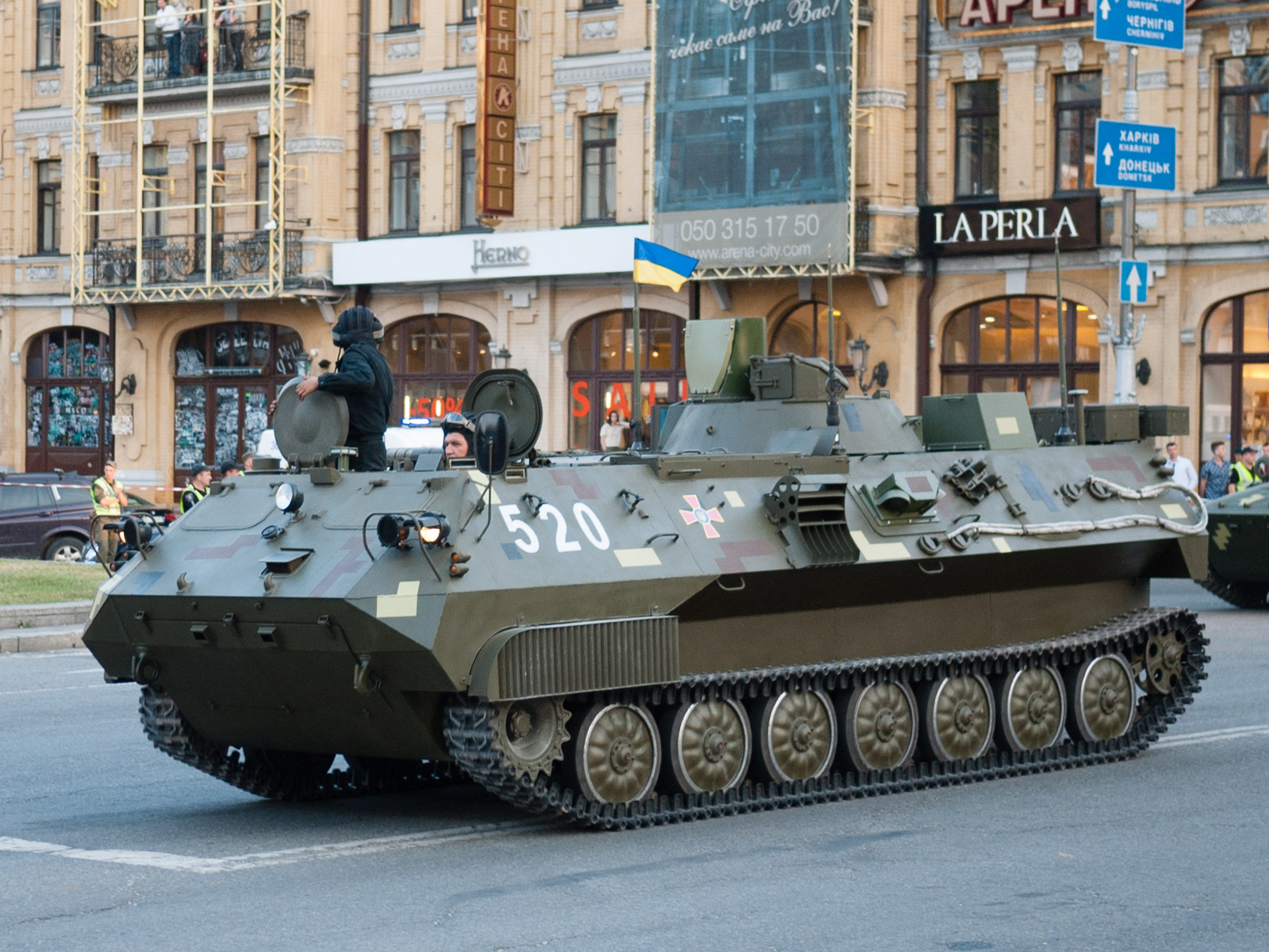
Az Obolony–A tüzérségi parancsnoki jármű a 2018-as katonai díszszemlén Kijevben

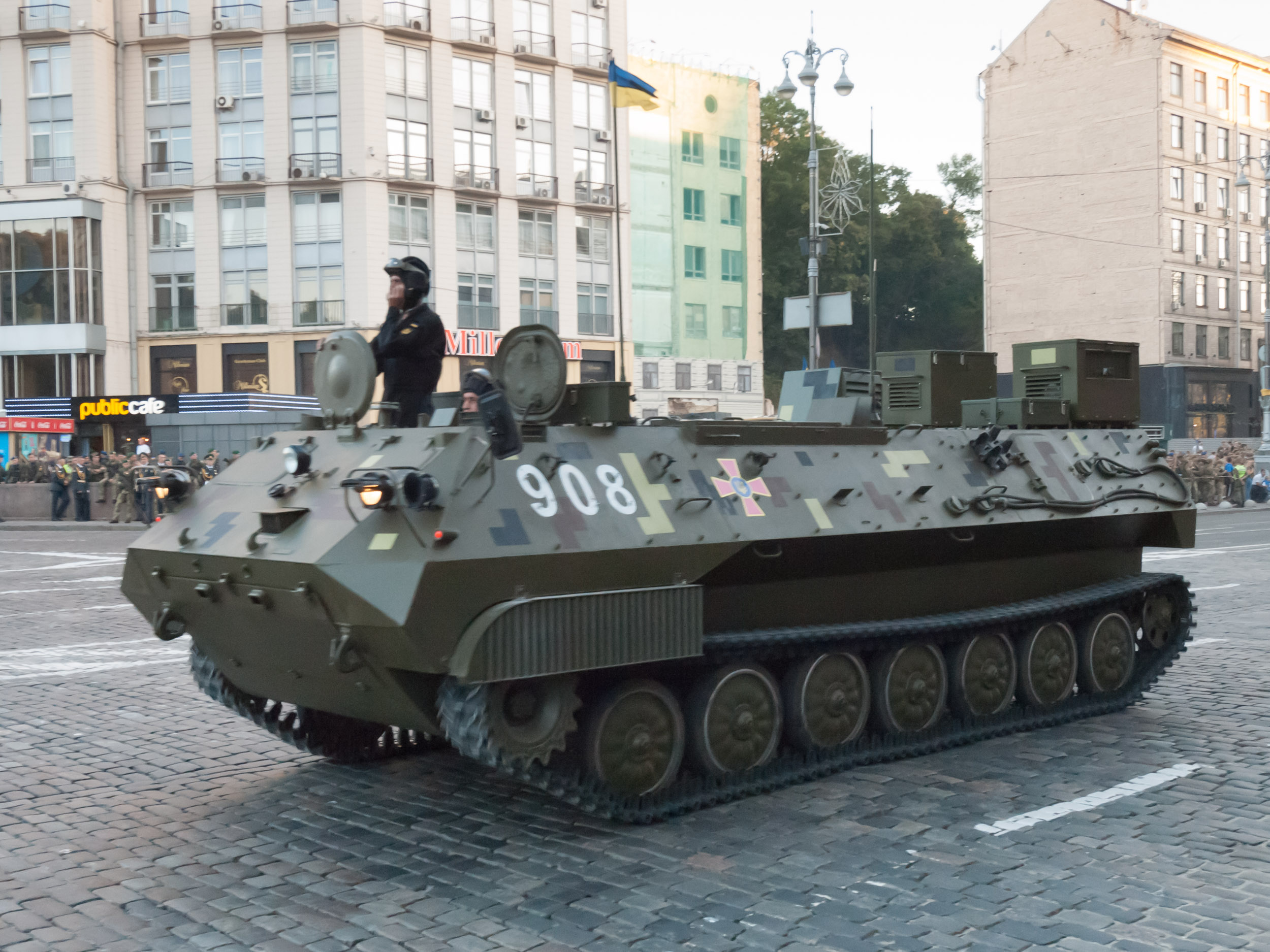
Az 1AR1 Polozsennya–2 akusztikus felderítő rendszer

A LORTA (ukránul: ЛОРТА – Львівське об'єднання радіотехнічної апаратури, magyar átírásban: Lvivszke objednannya ragyiotehnyicsnoji aparaturi, magyarul: Rádiótechnikai Berendezések Lvivi Egyesülése) ukrán állami rádiótechnikai vállalat, amely Lvivben, a repülőtér szomszédságában működik. 1944-ben hozták létre. Napjainkban az UkrOboronProm állami hadiipari holding része. A cég elsősorban katonai, főként a légvédelmi rendszereknél használatos rádióelektronikai és elektronikai berendezések, harcjárművek irányítórendszereinek gyártásával és javításával foglalkozik, de 2016 óta 30 mm-es gépágyúkat is előállít.

## Története

### A Szovjetunióban
Az üzemet 1944–1945-ben hozták létre a lvivi repülőtér két hangárjában, kezdetben repülőgépek futóművének javítására, a Szovjetunió Repülőgépipari Népbiztosságának alárendeltségében. 1956-ban átadták a Szovjetunió Távközlési Ipari Minisztériumának és átállították katonai rádiótechnikai berendezések gyártására. Később a cégnek az Izmerityel nevet adták, a katonai kódja Postafiók 125 volt, majd átnevezték Lenin Termelési Egyesülés névre, végül a napjainkban is használt Rádiótechnikai Berendezések Lvivi Egyesülése (LORTA) névre.
A cég a fénykorát az 1960-as, 1970-es években élte. Ebben az időszakban a dolgozók létszáma tízezer fölött volt, a termelés egyes években 30%-kal is nőtt. 1963–1977 között a vállalat igazgatója Ivan Kocsevih volt. A cég ebben az időszakban kapcsolódott be a szovjet űrkutatási és rakétaprogramokba.
Fő termékei a légvédelmi rendszerekhez készített berendezések, diagnosztika eszközök, rádiólokátorok (Kama-IK), repülőgépekhez, helikopterekhez és űrhajózási eszközökhöz készített telemetriai rendszerek, légvédelmi rendszerek vezérlőberendezései, harckocsik és páncélozott járművek fedélzeti számítógépei, valamint légvédelmirakéta-rendszerek földi diagnosztikai berendezései voltak.
A vállalat nem csak munkaadóként, hanem szociális téren is jelentős szerepet játszott Lviv életében. A cég a szomszédságában felépítette a Szokil stadiont, amelyet 2008-tól az FK Lviv labdarúgócsapat bérel és a csapat edzőpályájaként használnak. Jelentős létesítmény volt a szovjet időszakban az 1982-ben átadott LORTA Művelődési Ház, amelyet a rossz állapota miatt 2006 óta nem használtak, 2008-ban pedig a fűtést is kikapcsolták. Az intézményt az UkrOboronProm átadta a Lvivi Városi Tanács tulajdonába. A cégnek több óvodája és munkásszállója is volt a városban. Ezek később városi tulajdonba kerültek.
A cég a katonai eszközök mellett polgári termékeket is gyártott. Ismertek voltak a hangfalai, erősítői és egyéb akusztikai berendezései is, amelyeket Amfiton márkanéven forgalmaztak.
A cég 1987-től sorozatban gyártotta a PK–01 Lviv típusú mikroszámítógépet, amelyet a Lvivi Műszaki Egyetemen fejlesztettek ki az 1980-as évek második felében. Ebből összesen 80–90 ezer darab készült, többségük a LORTA-nál, de a számítógépet más vállalatok is gyártották. A cég termékei között megtalálható voltak továbbá a mikrohullámú sütők, telefonkészülékek, kisméretű színes tévékészülékek, és a Maljutka márkanéven gyártott mosógépek is.

### 1991 után
A Szovjetunió válságával a katonai megrendelések visszaestek. A független Ukrajna létrejöttével a vállalat 1991-ben a Védelmi Minisztérium felügyelete alá került. Az 1990-es években a cég nehéz pénzügyi helyzetben volt. Jelentősen visszaesett a munkatársak létszáma is. Ebben a helyzetben a vállalat további polgári termékek piacra dobásával próbálkozott, így elindították a vízmérőórák, valamint a kompakt fénycsövek elektronikai komponenseinek a gyártását is. Az 1990-es évek elején katonai téren a fő tevékenységet az ukrán légvédelmi rendszerek rádióelektronikai berendezéseinek javítása jelentette.
1999-ben a vállalatot a nem privatizálható, stratégiai fontosságú ukrán vállalatok listájára tették.
A 2000-es évek elején orosz exportra is készültek katonai eszközök (pl. az orosz Sturm-V páncéltörőrakéta-rendszer fedélzeti rádióelektronikai eszközei, valamint az SZ–300 rakétarendszer földi kiszolgáló rendszereinek egyes berendezései). 2005-ben a cégnek 1700 dolgozója volt.
2009-ben az Ukrán Minisztertanács mentesítette az ingatlanadó megfizetése alól a nemzetközi űrkutatási együttműködésben részt vevő 16 céget, köztük a LORTA-t is. Ennek köszönhetően a cég stabilizálni tudta a helyzetét és a következő évben növelni tudta a termelését. 2010-ben a cég az akkor létrejött állami hadiipari holding, az UkrOboronProm irányítása alá került.
A cég életében a 2014-ben kezdődött kelet-ukrajnai háború hozott változást. Egyrészt az ukrán hadiipari termékek orosz piaca megszűnt, másrészt az ukrán hadsereg korszerűsítését célzó hadiipari program nyomán új gyártmányok jelentek meg.
2016 áprilisában indult el a LORTA-nál a lőfegyverek gyártása. A cég a szovjet 2A42 30 mm-es gépágyú másolatát gyártja LVG–30 típusjelzéssel. A BMP–2, BMD–2, BTR–80, BTR–90 és BTR–4 harcjárműveken is alkalmazott gépágyút  Ukrajnában a kamjanec-pogyilszkiji Finommechanikai Üzem is gyártja ZTM–1 típusjelzéssel.
Az 1995–2012 között az az odesszai Molnyija tervezőiroda által kifejlesztett 1AR1 Polozsennya–2 típusú akusztikus felderítő rendszer orosz eredetű komponenseit a LORTA által készített berendezésekkel váltották fel, majd 2015-ben a cégnél elkezdődött az MT–LBu univerzális lánctalpas alvázra épülő rendszer sorozatgyártása. A rendszer tüzérségi felderítésre és alacsonyan repülő pilóta nélküli repülőgépek akusztikus felderítésére is alkalmas.
Ugyancsak MT–LBu alvázra telepítették a LORTA által kifejlesztett 1V26–1 Obolony–A automatizált tüzérségi parancsnoki rendszert. Mindkét eszközt a 2018. augusztus 24-i függetlenség napi katonai díszszemlén mutatták be a nyilvánosság előtt.
A cég igazgatója 2016-ig hosszú időn keresztül Volodimir Mihajlovics Csausz volt. Őt 2016-tól Oleh Leontyijovics Pohrebnyak követte, akit viszont 2017-ben sikkasztás miatt leváltottak majd később le is tartóztattak.